# Bajo Boquete
Bajo Boquete es un corregimiento y ciudad cabecera del distrito de Boquete en la provincia de Chiriquí, República de Panamá. Se creó mediante la ley del 20 de enero de 1911.

## Toponimia
El nombre de Bajo Boquete se vincula con la brecha que abrieron los primeros labriegos al valle.

## Geografía

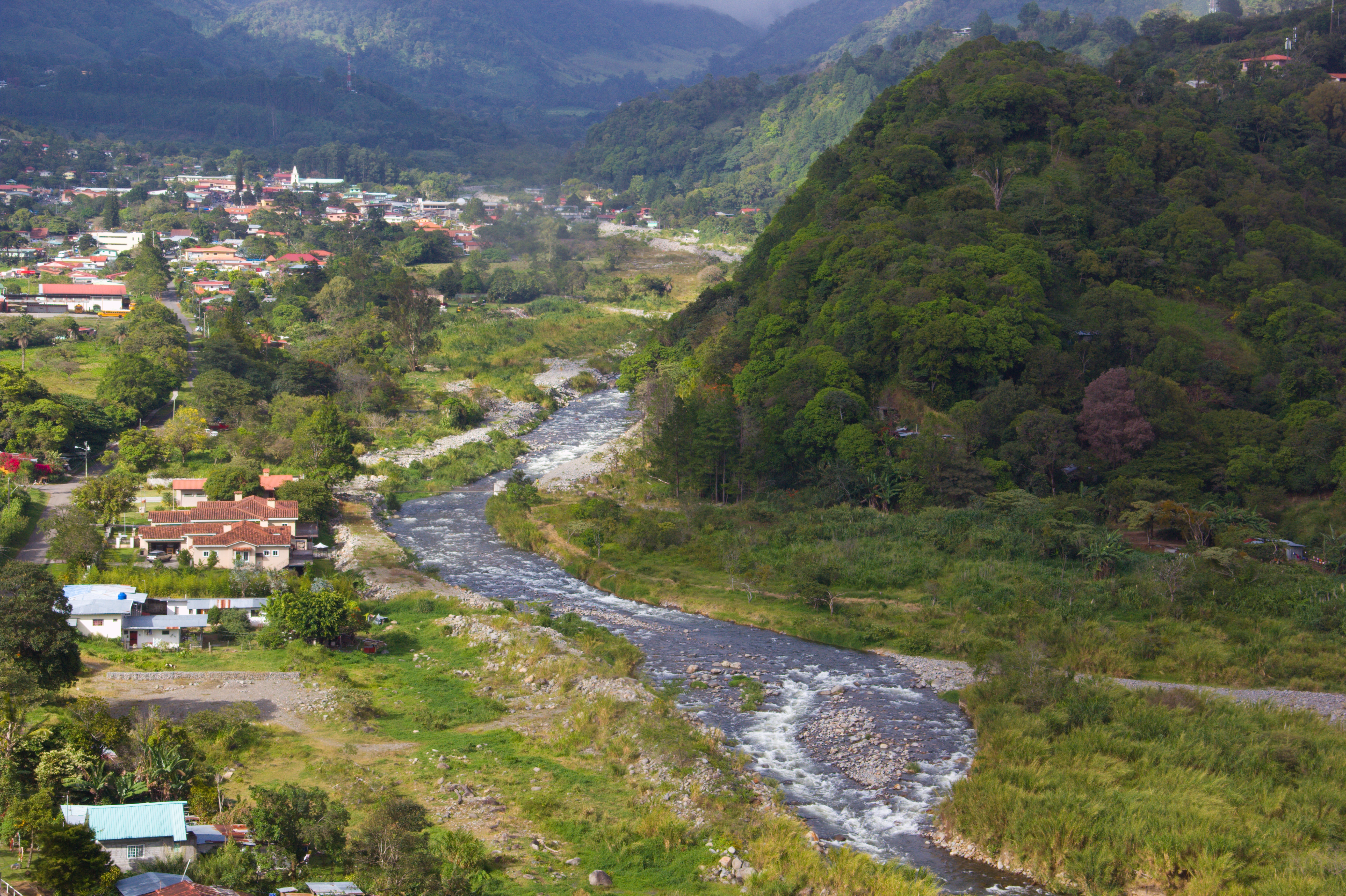
El río Caldera a su paso por Bajo Boquete.

Bajo Boquete se caracteriza por ser un valle que está rodeado de montañas y es atravesado por un río llamado Caldera, además, cuenta con otras fuentes de agua como: "El Emporio", "Aserrio", "Agustín", entre otras.

## Demografía
Tiene 4493 habitantes (2010) repartidos en 980 viviendas, con una superficie de 18,2 km², lo que supone una densidad de 250 hab./km². La altitud es de 1131 m s. n. m.

## Economía
En bajo Boquete se encuentran las principales autoridades del distrito, hospital, bomberos, policía, biblioteca, hoteles, supermercados, almacenes, farmacias, bancos, cooperativas, entre otros comercios.

## Turismo
- Mirador la Virgencita
- CEFATI

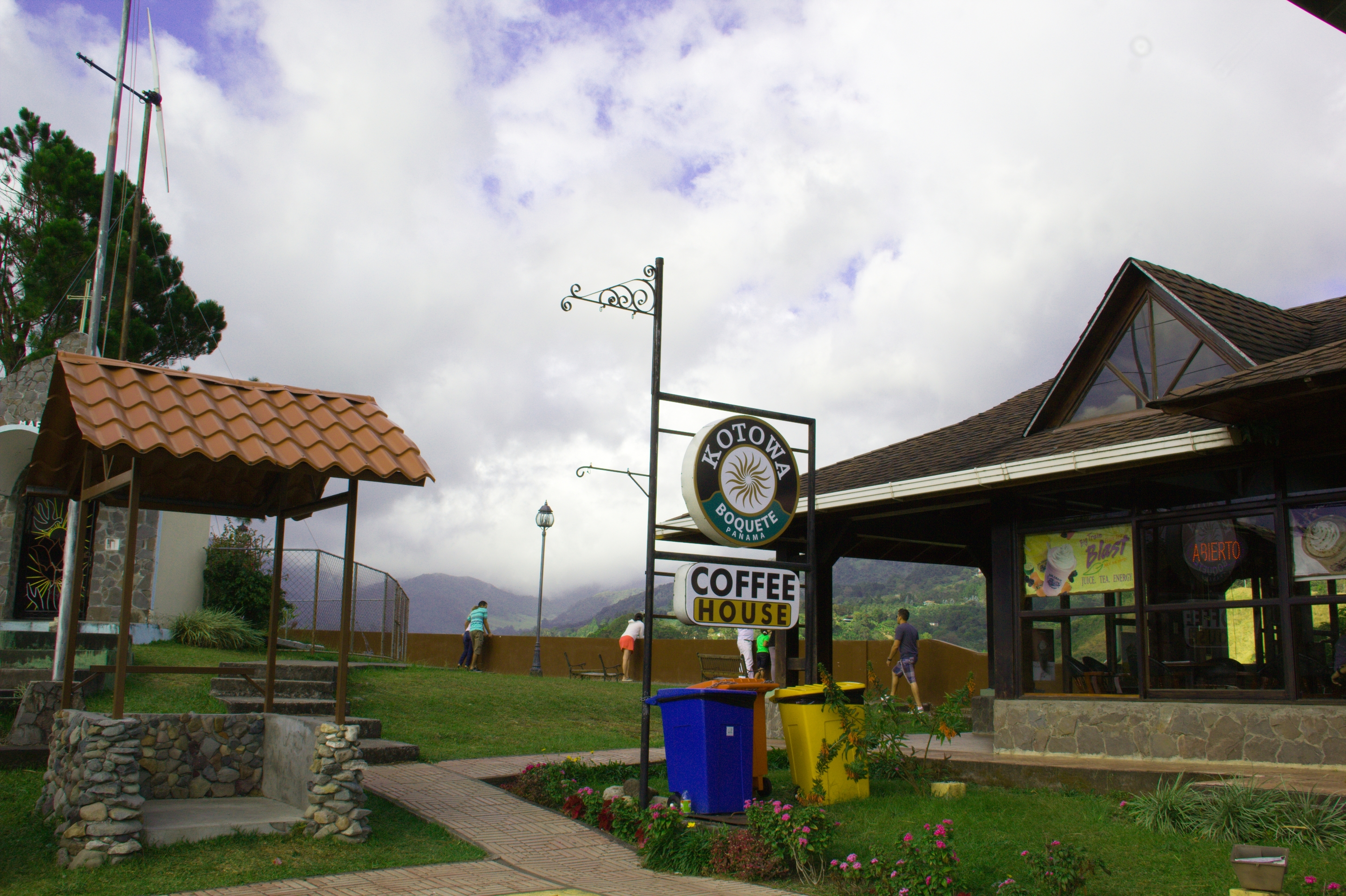
Mirador la Virgencita.

- Complejos la Estancia y Santa Lucía
- Valle Escondido
- Feria de las Flores y el Café
- Finca El Oasis (tour de  zipline, avistamiento de aves y senderismo)
- Finca La Amistad Verde (ecoturismo, senderismo, vegetales y frutas orgánicas.)

## Fiestas
- Día de San Juan Bautista - 24 de junio
- Fundación de Boquete - 11 de abril
- Día de la Separación de Panamá de Colombia - 3 de noviembre
- Día de la Independencia de Panamá de España - 28 de noviembre

## Clima
| Parámetros climáticos promedio de Boquete (Los Naranjos) (2006–2014) | Parámetros climáticos promedio de Boquete (Los Naranjos) (2006–2014) | Parámetros climáticos promedio de Boquete (Los Naranjos) (2006–2014) | Parámetros climáticos promedio de Boquete (Los Naranjos) (2006–2014) | Parámetros climáticos promedio de Boquete (Los Naranjos) (2006–2014) | Parámetros climáticos promedio de Boquete (Los Naranjos) (2006–2014) | Parámetros climáticos promedio de Boquete (Los Naranjos) (2006–2014) | Parámetros climáticos promedio de Boquete (Los Naranjos) (2006–2014) | Parámetros climáticos promedio de Boquete (Los Naranjos) (2006–2014) | Parámetros climáticos promedio de Boquete (Los Naranjos) (2006–2014) | Parámetros climáticos promedio de Boquete (Los Naranjos) (2006–2014) | Parámetros climáticos promedio de Boquete (Los Naranjos) (2006–2014) | Parámetros climáticos promedio de Boquete (Los Naranjos) (2006–2014) | Parámetros climáticos promedio de Boquete (Los Naranjos) (2006–2014) |
| Mes                                                                  | Ene.                                                                 | Feb.                                                                 | Mar.                                                                 | Abr.                                                                 | May.                                                                 | Jun.                                                                 | Jul.                                                                 | Ago.                                                                 | Sep.                                                                 | Oct.                                                                 | Nov.                                                                 | Dic.                                                                 | Anual                                                                |
| -------------------------------------------------------------------- | -------------------------------------------------------------------- | -------------------------------------------------------------------- | -------------------------------------------------------------------- | -------------------------------------------------------------------- | -------------------------------------------------------------------- | -------------------------------------------------------------------- | -------------------------------------------------------------------- | -------------------------------------------------------------------- | -------------------------------------------------------------------- | -------------------------------------------------------------------- | -------------------------------------------------------------------- | -------------------------------------------------------------------- | -------------------------------------------------------------------- |
| Temp. máx. media (°C)                                                | 24.5                                                                 | 25.1                                                                 | 25.4                                                                 | 26.1                                                                 | 25.8                                                                 | 25.7                                                                 | 25.4                                                                 | 25.7                                                                 | 25.6                                                                 | 24.5                                                                 | 24.4                                                                 | 24.4                                                                 | 25.2                                                                 |
| Temp. media (°C)                                                     | 20.2                                                                 | 20.4                                                                 | 20.6                                                                 | 21.2                                                                 | 21.2                                                                 | 21.2                                                                 | 21.2                                                                 | 21.1                                                                 | 20.8                                                                 | 20.3                                                                 | 20.4                                                                 | 20.2                                                                 | 20.7                                                                 |
| Temp. mín. media (°C)                                                | 15.9                                                                 | 15.6                                                                 | 15.9                                                                 | 16.2                                                                 | 16.6                                                                 | 16.8                                                                 | 17.0                                                                 | 16.6                                                                 | 16.1                                                                 | 16.2                                                                 | 16.4                                                                 | 16.1                                                                 | 16.3                                                                 |
| Lluvias (mm)                                                         | 52.3                                                                 | 26.6                                                                 | 36.7                                                                 | 76.1                                                                 | 284.2                                                                | 317.2                                                                | 224.5                                                                | 293.8                                                                | 397.4                                                                | 411.7                                                                | 219.8                                                                | 101.3                                                                | 2441.6                                                               |
| Fuente n.º 1: IMHPA (lluvia)                                         |                                                                      |                                                                      |                                                                      |                                                                      |                                                                      |                                                                      |                                                                      |                                                                      |                                                                      |                                                                      |                                                                      |                                                                      |                                                                      |
| Fuente n.º 2: INEC                                                   |                                                                      |                                                                      |                                                                      |                                                                      |                                                                      |                                                                      |                                                                      |                                                                      |                                                                      |                                                                      |                                                                      |                                                                      |                                                                      |